# Петвиашвили, Владимир Иосифович
Влади́мир Ио́сифович Петвиашви́ли (12.09.1936 — 21.07.1993) — советский и российский физик, соавтор уравнения Кадомцева — Петвиашвили.

## Биография
Окончил Тбилисский государственный университет (1959) и аспирантуру. В 1962 году совместно с Кадомцевым вывел уравнения рассеяния волн в плазма. В 1963—1965 научный сотрудник Института физики им. Андроникашвили АН Грузинской ССР.
С 1965 г. работал в Курчатовском институте (Институт атомной энергии им. И. В. Курчатова) и в МФТИ.

### Семья
Дочь — Тинатин Петвиашвили (р. 1964), живёт на Кипре. Участница попытки угона Ту-134 в ноябре 1983 года.
Племянница — художница Русудан Петвиашвили (род. 1968).

## Научная деятельность
Кандидатская диссертация (1963) — «Некоторые вопросы теории слаботурбулентной плазмы». В ней впервые был показан метод нахождения кинетических уравнений для волн, повторенный потом в сотнях публикаций.
Докторская диссертация (1978) — «Теория сильно нелинейных волн и солитонов в плазме».
Соавтор уравнения Кадомцева — Петвиашвили (1970), обобщившего одномерное уравнение Кортевега де Вриза на двумерный и трехмерный случай. Это уравнение оказалось уникальным случаем точно решаемого двумерного нелинейного волнового уравнения.
Разработал численные методы нахождения решений типа солитонов и применил их для вязких и вихревых структур. Выдвинул теорию Большого Красного Пятна Юпитера, в которой солитон и вихри описываются единым уравнением, заслуживающим имени Петвиашвили. Это уравнение применимо для описания земных циклонов и антициклонов. Предложил метод моделирования двумерных атмосферных вихрей в лаборатории, основанный на вращении параболических сосудов с жидкостью.

### Публикации
- Слабо турбулентная плазма в магнитном поле. Кадомцев Б. Б., Петвиашвили В. И. Ж. эксперим. и теор. физ., 1962, 43, № 6.
- Уединенные волны в плазме и атмосфере / В. И. Петвиашвили, О. А. Похотелов. — М. : Энергоатомиздат, 1989. — 198,[1] с. : ил.; 21 см; ISBN 5-283-03945-5 (В пер.)
- Определение электрического поля в ионосфере по данным вертикального зондирования [Текст] : (Направлена в сб. «Вариации ионосферы во время магнитосфер. возмущений») / В. И. Петвиашвили, Г. Н. Пушкова, Л. А. Юдович. — Москва : ИЗМИРАН, 1979. — 11 с. : граф.; 21 см. — (Препринт / АН СССР, Ин-т зем. магнетизма, ионосферы и распространения радиоволн; № 7 (236)).
- Самофокусировка потенциальной дрейфовой волны [Текст] / В. И. Петвиашвили ; Ин-т атомной энергии им. И. В. Курчатова. — Москва : ИАЭ, 1976. — 7 с.; 28 см. — (Институт атомной энергии имени И. В. Курчатова; ИАЭ-2688).

## Награды
- Премия имени И. В. Курчатова (1986 год) — за серию работ и обзор «Солитоны и Турбулентность».
- Премия имени И. Е. Тамма (1992 год) — за серию работ «Турбулентность и токовихревые структуры в плазме».